# Westoning
Westoning – wieś w Anglii, w hrabstwie ceremonialnym Bedfordshire, w dystrykcie (unitary authority) Central Bedfordshire. Leży 18 km na południe od centrum miasta Bedford i 59 km na północny zachód od centrum Londynu. W 2001 miejscowość liczyła 2000 mieszkańców.